# Hawley (Massachusetts)
Hawley – miasto w Stanach Zjednoczonych, w stanie Massachusetts, w hrabstwie Franklin.